# Каракол (Самарський район)
Карако́л (каз. Қаракөл) — село у складі Самарського району Східноказахстанської області Казахстану. Входить до складу Палатцинського сільського округу.
Населення — 184 особи (2021; 384 у 2009, 477 у 1999, 440 у 1989).
Національний склад станом на 1989 рік:
- казахи — 69 %
- росіяни — 29 %

До 1992 року село називалось Новообухово.